# Nachal Ješua
Nachal Ješua (hebrejsky נחל ישוע) je vádí v jižním Izraeli, v severní části Negevské pouště.
Začíná v nadmořské výšce okolo 500 metrů v kopcovité polopouštní krajině na svazích pahorku Tel Ješua, který je součástí pohoří Harej Anim. Směřuje pak k západu, přičemž míjí rozptýlené beduínské osídlení. Severně od beduínské osady Abu Subajt a severně od tělesa dálnice číslo 31 ústí zprava do vádí Nachal Jatir.